# Praça dos Restauradores
Pour les articles homonymes, voir Restauradores.
La place des Restauradores (en portugais Praça dos Restauradores) est une place de Lisbonne, capitale du  Portugal. Elle est située à l'extrémité sud-est de l'Avenue de la Liberté (Avenida da Liberdade), non loin de la place Rossio.

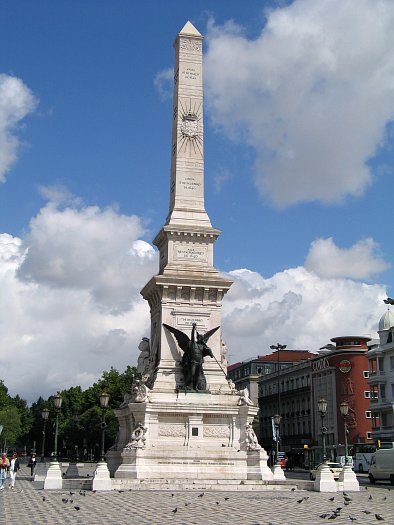

Cette place est dédiée à la restauration de l'indépendance portugaise en 1640, après 60 ans passés sous domination espagnole. L'obélisque au centre de la place, inauguré en 1886, porte les noms et les dates des batailles menées durant la guerre de restauration portugaise de 1640.
Ce monument fut imaginé par António Tomás da Fonseca, qui l'orna de statues de Simões de Almeida et Alberto Nunes symbolisant « l'Indépendance » et la « Victoire ».
La place rectangulaire est entourée de bâtiments du XIXe siècle et du début du XXe siècle. On peut citer le Palácio Foz, un palais construit entre le XVIIIe et le XIXe siècle, qui affiche des intérieurs décorés, et l'ancien Éden Cinema (maintenant un hôtel), et sa façade « années 30 » due à l’architecte Cassiano Branco.
On peut également citer l'ancien Cinema Condes, construit en 1950 par Raul Tojal dans un style moderniste. Il abrite à présent le Hard Rock Cafe de Lisbonne.